# クレヨンしんちゃん ヘンダーランドの大冒険
『クレヨンしんちゃん ヘンダーランドの大冒険』（クレヨンしんちゃん ヘンダーランドのだいぼうけん）は、1996年4月13日に公開された『クレヨンしんちゃん』の劇場映画版シリーズ4作目。上映時間は96分。興行収入は約12億円。

## 概要
タイトルは原作者の臼井儀人が名付けた最後の作品。今作から臼井は映画制作から関係を薄くしており、原作漫画も描かなくなった。2009年に臼井が死去したため、この作品が臼井が制作側として直接的に関わった最後の作品となった。また、監督の本郷みつるは本作公開の半年後に降板し、次作（5作目）より原恵一に交代した。
本作で流れたBGMは後にテレビアニメでも何度か使われたことがある。さらに本作に登場するキャラクター「ス・ノーマン・パー」は『クレしんパラダイス! メイド・イン・埼玉』や、テレビアニメに何度も登場したりと本作のテレビアニメへの影響は大きい。
カンタムロボ、ぶりぶりざえもん、ばら組園児の河村やすお（チーター）、ひとし、てるのぶが劇場版（映画版）初登場。
今作品の公開後、野原ひまわりが誕生したため、野原家3人での劇場版（映画版）はこれが最後である事から本作はファンの間では「初期の傑作」、「初期の総決算的作品」と評価されている。

## あらすじ
闇に包まれたどこかの国で、ゴーマン王子が姫を救うべく魔物と戦っていた。しかし、魔物は倒したものの黒幕のオカマ魔女に敗れ、誰かが自分の代わりに姫を助け出すこと、そして王国を救うことを願いつつ封印されてしまう。
群馬に出来た、夢いっぱいのおとぎの国「ヘンダーランド」。印象的なCMで話題沸騰中のテーマパークであり、今度のふたば幼稚園の遠足先だった。何かと現実的な考えのふたば幼稚園の園児たちも行く前から夢中であり、当日は不可思議な演出やアトラクションを大いに楽しんでいたのだが、しんのすけは客のおねえさんに見惚れてひまわり組の皆とはぐれてしまい、迷い込んだサーカスのテントの中で涙を流す美しい人形を発見する。そこにサーカス団長のクレイ・G・マッドが現れ、誤魔化すようにねじ巻き人形のトッペマ・マペットを見せる。不思議な歌と踊りを披露するトッペマだったが途中で倒れてしまい、しんのすけが勝手にねじを巻くと自我を以って喋り出し、目の前のクレイ・Gはオカマ魔女の手下で悪党なのだと訴える。しんのすけはトッペマの言葉を信じ、クレイ・Gは狼男の本性を現して襲い掛かるが、トッペマの持つ魔法のトランプによって石化させられる。そして先程の人形だと思われた人物はオカマ魔女に封印されたメモリ・ミモリ姫であり、助け出すにはオカマ魔女を倒すしかないと言う。しかしテントから抜け出そうとする二人の前に別の手下のチョキリーヌ・ベスタが現れ、「人形の女の子よりピチピチのおねえさん」を選んだしんのすけはあっさり人質に取られ、魔法を受けたトッペマは消されてしまう。チョキリーヌは全てアトラクションの作り物だと説明し、しんのすけを追い返す。
そして家に帰ったしんのすけが風呂に入っていると消えた筈のトッペマが現れた。トッペマは死んだわけではないが、チョキリーヌの呪いによって夜の間しか姿を現すことが出来なくなっていたのだ。そしてヘンダーランドは、世界征服をたくらむ異世界のオカマ魔女・マカオとジョマの基地であり、トッペマの故郷も彼女（？）らに滅ぼされたことを明かし、マカオとジョマの世界征服計画を阻止するよう協力してほしいと頼む。だがしんのすけは怖がってその頼みを拒絶し、トッペマも仕方なくしんのすけに見切りを付けて去っていった。しかし彼女が去り際に残していった魔法のトランプを、しんのすけはいつもの日常の中でおもちゃ箱にしまうのだった。
数日後、ス・ノーマン・パーと名乗る雪だるまのような男が春日部市に来た。ス・ノーマンは教育実習の先生としてふたば幼稚園に現れ、ひょうきんな人柄と話術で子供たちの人気者となる。しんのすけも初めは信用していたが、偶然トイレでス・ノーマンと二人きりになった際、彼が魔法のトランプの在処を聞かれたことで、彼に危機感と恐怖を覚える。その場は上手く言い逃れたしんのすけだったが、夕方になって家に帰ると何とス・ノーマンがいた。彼は先回りして母親のみさえを言葉巧みに騙し、野原家にまで上がり込んでいたのだ。恐れをなしたしんのすけはすぐさまス・ノーマンが悪者だとみさえに訴えるも、紳士的に接してくる彼を好意的に受け入れるみさえは聞く耳を持たない。
そして夜を迎え夕飯を済ませたス・ノーマンが急に野原家を後にしたことで、しんのすけも一先ずは安心して床に就く。だがス・ノーマンは引き下がったわけではなく、帰宅途中だったひろしの元へ向かいみさえと同じように言いくるめていたのであった。そのままひろしに連れられて真夜中の野原家に再び来訪したス・ノーマンは、ひろしとみさえに睡眠薬入りのビールを振る舞い眠らせた上で、遂にしんのすけ相手に本性を現し魔法のトランプを奪おうと襲い掛かってきた。だが、しんのすけがそのトランプを掲げトッペマが言っていた呪文「スゲーナスゴイデス」を唱えると、アクション仮面、カンタムロボ、ぶりぶりざえもんが助けに現れた。そしてしんのすけは3人と作戦を立てた上で力を合わせて攻撃を仕掛け、何とかス・ノーマンを追い払うことに成功し事なきを得る。しかしス・ノーマンは退散する際、野原家のポストに突然出て行ったお詫びの手紙とそれに同封したヘンダーランドの招待券を残していった。
後日、野原家はその招待券を持ってヘンダーランドへと遊びに行くことに。しんのすけはなおもひろしとみさえにス・ノーマンに騙されていると訴えるが、依然としてそれは夢の話だと相手にされない。ヘンダーランドに着きひろしとみさえが喜びながら楽しい一時を過ごしている間も、自分の言うことを信じてもらえないしんのすけは憂鬱なままだった。そして日が暮れるまですっかりヘンダーランドを満喫したひろしとみさえがもう帰宅しようという気になったことで、しんのすけもようやく安堵して喜ぶ。しかし、帰路に着く直前にひろしとみさえはトイレに行ったところでマカオ達に捕まり、偽物の人形にすり替えられてしまう。帰宅後、しんのすけはその偽物のひろしとみさえに風呂場で襲われ絶体絶命の状況に陥るが、そこへ再び現れたトッペマに偽物の2体を倒してもらい救われる。
一度は恐怖からトッペマの頼みを断ってしまったしんのすけであったが、ひろしとみさえを助け世界を救うためにマカオとジョマに戦いを挑むことを決意。魔法のトランプを持って単身ヘンダーランドへと向かうのだった。夕方、閉園後のヘンダーランドに辿り着いたしんのすけだったが、トッペマが現れる夜まで待てず一人で内部に入り込む。最初の刺客としてクレイ・Gが立ちはだかるが、しんのすけはトランプでチンチン電車に変身し、クレイ・Gを躱して一気に城を目指すも、クレイ・Gは列車で追い掛ける。しんのすけは再びアクション仮面、カンタムロボ、ぶりぶりざえもんを召喚し、クレイ・Gを岩にぶつける作戦を立てるも失敗。しかしそこにトッペマが実体化して手を貸し、想定とは違う形となったが何とかクレイ・Gを倒す。同時にクレイ・Gのシャツになっていたひろしを救出する。
城を目指す一行に今度はチョキリーヌが襲い掛かり、トッペマが立ち向かうも敗北してしまう。チョキリーヌはしんのすけからトランプを奪おうとするも、満身創痍のトッペマの捨て身の攻撃で倒される。しかしトッペマも力尽きて消滅してしまった。チョキリーヌのブラジャーに変えられていたみさえを救出し、3人揃った野原一家はヘンダー城に乗り込む。
待ち受けていたマカオとジョマは「もしも私達と勝負して勝てば大人しく引き上げる」と提案し、一家はトランプを使ってダンス対決に持ち込む。マカオとジョマのパ・ド・ドゥに対し阿波踊りで挑み、優雅に舞うマカオとジョマの圧勝かと思いきや、一家は「汗」「ハート」と言った要素で点数を盛り返して僅差で勝利。しかしマカオとジョマは負けを認めず、唯一所持していたジョーカーを取り出してババ抜きを挑んで来る。夜を徹した心理戦の末、ひろしが上がった事でついに野原一家の勝利かと思った直後、マカオも上がり負けてしまう。しんのすけが咄嗟にそのジョーカーを使用すると、トランプの精霊・スゲトラちゃんが現れ、このジョーカーこそがマカオとジョマの命である事、そして城の上部にあるステンドグラスにジョーカーをはめることでマカオとジョマを倒せる事を告げる。一家はステンドグラスを目指して城を駆け上がり、城内では魔法を制限されているマカオとジョマは自ら一家を止めるべく追い掛ける。壮絶な追い掛けっこの末、しんのすけは間一髪ステンドグラスにジョーカーをはめる。マカオとジョマは互いの名を叫びながら消滅。ヘンダー城も崩壊するが一家は非常用脱出装置で何とか生還する。
陸地に着いた一家にス・ノーマンが襲い掛かるも、そこに開放されたメモリ・ミモリ姫が現れて魔法でス・ノーマンを溶かし、ス・ノーマンの姿は一人の青年に変わる。ス・ノーマンの正体はマカオとジョマに姿を変えられたゴーマン王子だった。そしてメモリ・ミモリ姫は身体を封印されている間、その心は人形のトッペマに宿っていた。つまり彼女は死んだと思われていたトッペマ本人だったのだ。しんのすけにお礼のキスをしたメモリ・ミモリ姫はヘンダーランドごと元の世界に帰り、ゴーマン王子と結婚して末永く幸せに暮らしたという。

## 登場人物
トッペマ・マペット
からくり人形の女の子。白い肌と青緑の帽子、胸に大きなボタンの付いた緑のスカートとリボンに見える金色のぜんまいが特徴。快活でさっぱりとした性格。しんのすけがアクション仮面達と高笑いしている姿は「それって何かの宗教？」と呆れていた。人間ではないが故にトランプの真の力を引き出すことは出来ないが、魔法を使うことは出来る。魔法は、自らの名前を呪文として発動している。
当初はオカマ魔女に対抗していたものの力及ばず、ぜんまい切れ状態でヘンダーランドのサーカス劇場に置かれていた。偶然しんのすけと出会い、トランプを渡して助けを求めるようになる。チョキリーヌから魔法のトランプを奪い返した直後、チョキリーヌの呪いを受け、その呪いのせいで夜にしか存在できなくなってしまう（昼の間は何も見えないし、何も感じる事ができない状態）。再び野原家にやってきてしんのすけに懇願するも、怯えるしんのすけと言い合いになってしまい、一時は姿を見せなくなる。しかし魔法チップで操られた人形のひろしとみさえに襲われそうになったしんのすけを助け、ひろしとみさえが敵に囚われてしまった事で、救出の為にしんのすけと共に乗り込む事になる。
物語後半ではクレイ・Gに追いかけられていた、しんのすけの前にギリギリで駆け付け線路のレールを変えるなどクレイ・Gだけを湖に落とし撃破するなど手助けをしている。
その後チョキリーヌと遭遇し一度は破れるものの立ち上がり再戦、最後はしんのすけの唱えたトランプにトッペマの命がけの攻撃により発動した魔法の渦に自分もろともチョキリーヌを飲み込みこませチョキリーヌを粉砕し撃破する事に成功するが、トッペマも瀕死となりしんのすけに後を託し消えてしまう。
その正体はメモリ・ミモリ姫の心が人形に宿ったもの。人形としては消滅したものの、心はマカオとジョマ打倒後に元のメモリ・ミモリ姫の体に戻る。
「クレヨンウォーズ」ではヒエール・ジョコマンが持っている人形として登場している。
メモリ・ミモリ姫
ヘンダーランドの王女（姫）。肌は透き通るような白さで髪の毛や眉、チューリップのような帽子に着ているドレス等々、全体的に可憐で繊細な花をイメージさせる風貌を持つ。マカオとジョマに囚われ、心と体が別れているため動けなくなってしまっていた。普段はからくり人形として、ガラスケースに入ったような状態で、未完成のサーカス劇場の舞台裏に置かれていた。分離されたその心は、人形のトッペマに移っていた。しんのすけ曰く「キレイなお姉さん」。
物語の終盤で、マカオとジョマ消滅（打倒）後に復活し、元に戻った。その魔力は相当なもので、ス・ノーマン・パーをあっさりと退け、危機的状況にあった野原一家および呪いをかけられていたゴーマン王子を軽々と救っている。
トッペマとして行動していた頃に比べると、非常に落ち着いた物腰でお姫様らしい性格。決着後はしんのすけに自身の正体を明かして感謝のキスを贈り、ゴーマン王子と共にヘンダーランドごと故郷へと帰っていった。
ゴーマン王子
ヘンダーランドの王子。顔は正統派のイケメン。
冒頭に登場し、メモリ・ミモリ姫を救うべく戦うが、マカオとジョマの呪いをかけられて封じ込まれてしまう。
その後はス・ノーマン・パーの姿に変えられてしまい、元の自分を忘れてしまっていた。終盤にメモリ・ミモリ姫に呪いを解かれて元の姿へ戻り、姫と共にヘンダーランドごと故郷へと帰っていった。

### オカマ魔女とその部下
マカオとジョマ
本作の黒幕（ボス）。しんのすけの世界を支配するためにやってきたバレリーナの姿をした二人組のオカマ魔女。金髪の横髪と後ろ髪が残った禿頭がマカオ、髪型が団子のツインテールである方がジョマ。ヘンダーランドを根城としている。二人ともバレエを得意とする。魔法も使えるが、ヘンダー城は魔法の中心のためにそれらは使えない。ゴーマン王子の国の世界を支配したあと日本にやってきて、しんのすけ達の世界の乗っ取りを企む。本人たち曰く、「クールな男の子が好き」。
物語後半で城に乗り込んできた野原一家とダンス勝負をするも、僅差で彼らの阿波踊りに敗北。その際「審査員の調子が悪かったみたいね」「誰も一回勝負なんて言ってないわよ」などと卑怯な言い訳をする。その次にババ抜き勝負をし、結果は彼らが勝利するが、その直後、しんのすけの持つ魔法のトランプのジョーカーのカードから現れた精霊により、マカオ達の弱点と彼らを倒す方法を知られてしまう。城自体が魔法の中心であったため自身の魔法が使えず、しんのすけを止めようと野原一家と追いかけっこを繰り広げるも後一歩のところでしんのすけを止められず、二人揃って消滅してしまった。追いかけっこの際には、ひろしがジョーカーのカードに見せかけて投げた名刺をマカオが間違えて取りに行くなど、間抜けな一面も見せた（この時のマカオは偽物だと知ると怒って名刺を破った）。
最後の追いかけっこが印象深いもののゴーマン王子をたやすくねじ伏せ、忠実な配下ス・ノーマンに変えてしまうなど相当な魔力を持つ。
GBAの『クレヨンしんちゃん 嵐を呼ぶ シネマランドの大冒険!』にも登場しており、こちらの解説だとマカオとジョマは実際は倒したわけではなく封印されたとのことである。
「クレヨンウォーズ」にもトランプゲームをしているバーの客として登場している。
本作での「待ちなさーい！」「○○するつもりよ！」「そんなの許さないわ！」という台詞の流れが2023年5月頃より日本のSNS上で流行し始め、11月21日にイー・ガーディアンから発表された「SNS流行語大賞2023」の30ワードのノミネートにも「待ちなさーい！そんなの許さないわ」が含まれている。
クレイ・G・マッド
マカオとジョマの部下。普段はシルクハットにタキシードの中年男といった風貌で、ヘンダーランドサーカスの団長を務めている。正体は青い毛並みの狼男。じゃんけんのグーがモチーフ、隻眼でグーの描かれた義眼をはめている。嗅覚に優れるが、狼男ながら水が苦手で泳げない。当初はしんのすけを君付けで呼んでいたが、後に「しんちゃん」と呼ぶ（この時彼から「馴れ馴れしい」といわれた）。しんのすけの事を「食ってやる」と言っていたが、実際に出来るのかは不明。
準備中のサーカス会場に無断で入ったしんのすけと偶然出会う。単なる操り人形に過ぎない状態であったトッペマの人形劇を見せ、しんのすけを丸め込み追い出すつもりであったが、目を離している間にしんのすけによりトッペマのぜんまいを巻かれてしまい、トッペマを救出されてしまった。正体である狼男の姿を現し追いかけるが、トッペマに魔法のトランプで石にされてしまう。この時魔法を使ったのは人間ではないトッペマだったため、効き自体は弱かった。後にマカオとジョマに元の姿に戻してもらっている。
後にヘンダーランドで捕らえたひろしをHの文字の入ったシャツに変え着用していた。
物語後半、ひろしとみさえを助けるため、夜も押し迫るヘンダーランドに（チョキリーヌの呪いで姿を現せないトッペマとの合流を待たずして）潜入したしんのすけの前に第一の刺客として立ちはだかる。トランプの力でチンチン電車に変身し、その場をやり過ごそうとしたしんのすけを念の為用意しておいた汽車で追跡するも、最期はしんのすけ達の策とトッペマの登場によって、水の中に落ちて溺れて沈んでしまう。その後に狼のぬいぐるみに姿を変え、「H」の文字入りのランニングシャツと共に水面に浮かんだ。
クレイ・Gを撃破した際には、魔法で「H」の文字のシャツに変えられていたひろしの魔法も解け無事救出される。
「クレヨンウォーズ」にも後姿のみであるが、狼男の姿で登場している。
チョキリーヌ・ベスタ
マカオとジョマの部下。じゃんけんのチョキの形をした髪飾りを付け露出の多い黄色い水着のような衣服に身を包んだ豊満な魔女のおねえさん。白髪の長髪に褐色肌でいかにもしんのすけ好みの巨乳美女だがトッペマからは「手下の中で一番性格が悪い」と評されている。じゃんけんのチョキがモチーフ。
物語序盤では優しい女性を演じ近づいてきたしんのすけに色仕掛けで誘惑した。彼女のお色気にしんのすけもたまらず汽車のように興奮していた。しんのすけを誘惑した際に「かたたたき券」（かたたたたき券と書かれている）を貰う。最初こそ彼女のセクシーな見た目にデレデレしていたしんのすけだが本性を知った後は離れてトッペマの元へ戻った。トッペマを圧倒し夜しか活動できなくなる呪いをかけるなど魔法での戦闘面でもかなりの強敵であることがうかがえる。トッペマと同じく自らの名前を呪文として魔法を発動している。
後にヘンダーランドで捕らえたみさえを魔法で「M」の文字の入ったブラジャーに変え自ら着用していた。
物語後半では、ひろしを助け出した直後のしんのすけたちの前に現れトッペマを倒す。その後はしんのすけの肩たたき券を使ったりと余裕を見せるが、直後に現れたトッペマと再戦闘の末にしんのすけの唱えたスゲーナスゴイデスの魔法（トランプ3枚分）とトッペマの捨て身の一撃により繰り出された魔法の光の渦に飲み込まれていき最後は断末魔の悲鳴を上げながらチョキリーヌの身体は一瞬にして小さな人形へと姿を変え、そのまま砕け散っていき跡形も無く消滅。その際に人形と一緒に「M」の文字入りのブラジャーも一緒に魔法の光の中から放り出されている。
チョキリーヌが消滅した際に彼女が身に付けていたブラジャーだけは残っており、魔法でブラジャーに変えられていたみさえの魔法も解け無事救出され野原一家はここで揃う事になる。
ス・ノーマン・パー
マカオとジョマの部下。お尻にパーのマークがある雪だるまの男だが、名前は「スノーマン」ではなく「ス」で区切るのが正しい。江戸っ子のような口調と性格で相手の心に取り入るのが得意。
無謀な作戦を実行しようとするしんのすけ達に忠告したり、作戦タイムを許可するなどフェアな精神も持つ。体内から書類、ビールなど様々なものを取り出すことができ、更に足の裏から小型のキャタピラを出現させてダッシュする事も出来る。体は-100℃の超低温に保たれているため少しくらいの熱ならばものともしないが、押しくらまんじゅうの熱気には敵わなかった。また、しんのすけがトランプの呪文を間違えた時には思わず口を滑らせて正しい呪文を教えてしまう等、間抜けな部分も見せる。じゃんけんのパーがモチーフ。
その正体は物語冒頭でマカオ達に呪いを掛けられて姿を変えられたゴーマン王子。本来の熱い性格を嫌ったオカマ魔女によって「クールな男」とするべく雪だるまの姿に変えられていた。このためトッペマはス・ノーマンの事を知らず、話を聞いた際に正体に勘付いた様子を見せた。
物語の終盤で野原家に襲い掛かるが、直後に現れたメモリ・ミモリ姫の魔法によりス・ノーマンは溶けながら元の王子の姿に戻る事となり、その後姫と一緒にヘンダーランドごと元の国に帰り幸せに暮らしたという。
「クレヨンウォーズ」にも通行人、「野原刑事の事件簿」ではラジコン、『クレしんパラダイス! メイド・イン・埼玉』では巨大怪獣として登場している。
人形ひろし、人形みさえ
オカマ魔女がしんのすけを捕らえる為に用意した手先。顔はひろしとみさえにそっくりだが、首から下は人形のような体になっている。本物と同様に車の運転が出来る。
トイレに行ったひろしとみさえを捕らえた後、入れ替わる形でしんのすけの元に行き、家に戻った。しんのすけが入浴している時に風呂場に侵入し、しんのすけに正体を見破られた為、襲いかかろうとするが、トッペマに魔法チップを取り外され、元の人形に戻った。
正体はデッサン人形のような外見であり、トッペマに魔法チップを取り外された後、2体とも浴槽に落ち湯船に浮かんでいた。なお、元の人形に戻った時、湯船は紫色に変わっていた。

### その他の登場人物
アクション仮面、カンタムロボ、ぶりぶりざえもん
しんのすけがトランプの魔法で召喚した、別名「ヒーロー三人衆」。ただし全員しんのすけと同じサイズであり、攻撃力はあまりない。しかし、猛スピードで走る電車姿のしんのすけを受け止めるなど、力が無い訳ではない。アクション仮面とカンタムは普通にヒーローなのに対し、ぶりぶりざえもんは「強い者の味方」として、平然と寝返りも行うが、クレイ・G・マッドとの対決ではぶりぶりざえもんの立てた作戦とトッペマの登場が勝利に繋がった。チョキリーヌとの対決では召喚して早々、飛行機に変身したしんのすけに乗った事で定員オーバーになり、ヘンダー城前に着陸するも時間切れとなった為、チョキリーヌと戦う事もなく消えた。
ヘンダーくん
ヘンダーランドのマスコットキャラクターのピンク色の猫（あるいはうさぎ）をモチーフにした男の子。
その他にも赤色の猫をモチーフにした女の子のヘンナちゃんをはじめとする仲間が登場しており、ヘンダーくんと共に野原一家とオカマ魔女のダンス対決で審査員を担当した。
サル機関士
ヘンダーランド施設内の「ヘンダー鉄道」の機関士担当の猿型ロボット。性格がかなり悪く、煙草を吸うほど観客の前でも態度が悪い。運転席に乗ろうとしたしんのすけを睨み付けていたが、まつざか先生に一目惚れし彼女だけ特別に運転席に乗せる。そのために、まつざか先生はその同僚の猿たちに冷やかされる羽目になってしまう。
スゲトラちゃん
スゲーナスゴイデスのジョーカーに宿る精霊。「スゲーナスゴイデスのトランプの精」を略してスゲトラちゃん。彼が宿っているジョーカーこそが魔法の源にして、マカオとジョマの命そのものでもある。
物語後半、しんのすけがジョーカーを持って呪文を唱えたことから出現する。「しんちゃんと呼ばしちくり」とノリは軽い。「お客さんの大事な時間を使わないため」と話し、時間を止めてからしんのすけに、リクエストがあったら応えると聞いたところ「マカオとジョマを倒したい」と返答が来たので、その方法としてジョーカーをヘンダー城の上にあるステンドグラスにかざすということを教えた。彼曰く「マカオとジョマを倒したいというのは“通”」との事。
雛形あきこ
実在する女優。公開当時はグラビアアイドルであり、本作のしんのすけは「おヒナ」と呼んで熱中している。トランプの使い方をトッペマから教えてもらう際や、みさえやひろしが魔法のトランプの効果を信じられない際、しんのすけがトランプで呼んだ相手。しんのすけの願望が反映しているため、いつもビキニで登場して自己紹介をする。本人が声を担当している（前々作『クレヨンしんちゃん ブリブリ王国の秘宝』の小宮悦子に相当）他、本作のエンディングテーマを唄っている。

## 登場する地名・道具
群馬ヘンダーランド
新しくオープンしたテーマパーク。所在地は群馬県桐生市。アクセスは東北自動車道館林インターチェンジから30分。または東武桐生線ヘンダーランド駅（架空）下車。
大きく「おとぎの森」「ヘンダータウン」「プレイランド」の3つのエリアに分かれており、吊り橋や鉄道等で行き来する。
「近頃なんか変だー」というフレーズとテーマソング「変だ変だよ、ヘンダーランド」が特徴的なテレビCMを頻繁に流しており、ひろしが「ダサくねえ？」と言いつつもテーマソングを口ずさむなど、視聴者に強い印象を植え付けている。
表向きは遊園地だが、実は異世界からやってきたオカマ魔女達がしんのすけ達の世界を乗っ取る為に建てた基地である。
オカマ魔女消滅後、テント小屋のガラスから出て来たメモリ・ミモリ姫やゴーマン王子と共に異世界に転送された。
ヘンダー鉄道
ヘンダーランドに入って最初に訪れる場所。猿型ロボットが運転している。町中や海中トンネルを通って移動する。
おとぎの森
動物や喋る木の住む森のエリア。飛行船に乗る駅がある。幻想の世界をモチーフとしている。予告編ではふしぎの森とナレーションされた。
ヘンダータウン
ヘンダーキャラクターの住む町のエリア。中世ヨーロッパをモチーフにしており、港には海賊船が設置されている。
プレイランド
ジェットコースターなどのアトラクションがあるエリア。近未来をモチーフにした遊園地。
地底超特急
プレイランドに着いたふたば幼稚園一行が最初に乗ろうとしたアトラクション。ここへ向かう前にしんのすけは迷子になった為、詳細は不明。
ヘンダー城
テーマパークの奥地、ヘンダータウンとプレイランドの間に建っている城。ヘンダーランドのシンボル的な建築物で、表向きは内装工事中であるため公開されていない。実際はオカマ魔女たちのアジト。城内ではトランプ以外の魔法が制限されている為、オカマ魔女達は魔法が使えない。オカマ魔女消滅後、城は崩壊してしまった（しんのすけ達は城の非常脱出装置で脱出した）。
タスカルー（非常脱出装置）
ヘンダー城の天辺にある赤い屋根の家。装置を使うと、屋根が大きく開いてプロペラになるが、木を押して回す人力であり、相当体力を使う（しんのすけは背が低くて木には届かなかった為、ひろしとみさえの二人が回した）。

スゲーナ・スゴイデスのトランプ
魔法のトランプ。トランプを持って念じながら「スゲーナ・スゴイデス」と唱えるとあらゆる魔法が使える。誰でも使えるが、トランプの魔法を信じるハートのある人間でないと真の力が発揮されない。また、私利私欲のために使うと魔法が早く解けてしまう。魔法は1枚につき一回であり、使用すると消滅する。
元々はオカマ魔女が所持していたが、トッペマがジョーカー以外を奪い、人間であるしんのすけの手に渡った。オカマ魔女側は行方を捜していたものの、拘束中のトッペマが所持していることに気付かなかった。
その後、トッペマとしんのすけが16枚使用し、残りの36枚はオカマ魔女とのババ抜きに使用される。
トランプのジョーカー
魔法の源であり、オカマ魔女の命そのもの。そのためこのカードだけは使うことが出来ない。
他のトランプとは違い、オカマ魔女はこのジョーカーだけは大切に持っていた。しかし、野原家とのババ抜きにこのジョーカーを入れてしまった事が仇となり、しんのすけの手に渡ってしまう。カードの秘密を知ったしんのすけによって城の天辺のステンドグラスにはめられ、ジョーカーのカードは消滅した。

魔法チップ
1円玉ぐらいの大きさのチップ。このチップを人形に取り付けるとその人形に魂が宿り、動いたり、喋ったりする。チップを外すと、元の人形に戻る。

## キャスト
- しんのすけ - 矢島晶子
- みさえ - ならはしみき
- ひろし - 藤原啓治
- 風間くん - 真柴摩利
- ネネちゃん - 林玉緒
- マサオくん - 鈴木みえ
- ボーちゃん - 佐藤智恵
- 河村くん - 大塚智子
- よしなが先生 - 高田由美
- まつざか先生 - 富沢美智恵
- 園長先生 - 納谷六朗
- トッペマ・マペット / メモリ・ミモリ姫 - 渕崎ゆり子
- ゴーマン王子 - 保志総一朗
- トランプの精〈スゲトラちゃん〉 - 八奈見乗児
- マカオ - 大塚芳忠
- ジョマ - 田中秀幸
- ス・ノーマン・パー - 古川登志夫
- クレイ・G・マッド - 辻親八
- チョキリーヌ・ベスタ - 深雪さなえ
- アクション仮面 - 玄田哲章
- カンタムロボ - 大滝進矢
- ぶりぶりざえもん - 塩沢兼人
- 団羅座也 - 茶風林
- TVキャスター - 坂東尚樹
- CMガール - 小山ゆかり
- てるのぶ - 白石文子
- ひとし - 志乃宮風子
- 駅員 - 三木眞一郎
- 入場係 - 柳沢栄治
- 従業員 - 雪乃五月
- 雛形あきこ - 雛形あきこ（本人）

## スタッフ
| 原作                 | 臼井儀人 |
| 演出                 | 原恵一 |
| 作画監督             | 原勝徳 堤のりゆき |
| 美術監督             | 柴山恵理子 星野直美 |
| 撮影監督             | 高橋秀子 |
| ねんどアニメ         | 石田卓也 |
| 音楽                 | 荒川敏行 宮崎慎二 |
| 録音監督             | 大熊昭 |
| 編集                 | 岡安肇 小島俊彦 中葉由美子 村井秀明 川崎晃洋 三宅圭貴 |
| プロデューサー       | 茂木仁史 堀内孝 太田賢司 |
| 監督                 | 本郷みつる |
| 脚本                 | 本郷みつる 原恵一 |
| キャラクターデザイン | 原勝徳 |
| 設定デザイン         | 湯浅政明 |
| 絵コンテ             | 本郷みつる 原恵一 湯浅政明 |
| 原画                 | 湯浅政明 安藤真裕 高倉佳彦 林静香 大塚正実 松山正彦 |
| 原画                 | 吉田忠勝 末吉裕一郎 西村博之 重国勇二 荒川真嗣 しもだまさみ 石井智美 |
| 原画                 | 間々田益男 入江康智 大倉雅彦 石田敦子 原勝徳 堤のりゆき |
| 色彩設計             | 野中幸子 |
| 特殊効果             | 土井通明 |
| 動画チェック         | 小原健二 |
| 演出助手             | 水島努 |
| 仕上げ検査           | 松谷早苗 堀越智子 |
| 動画                 | じゃんぐるじむ 黒川祥一 妻藤一治 鎌田裕輔 明石誠 山代康規 高津元弘 針金屋英郎 松田博美 原田一男 森口真希 長谷川哲也 山形孝二 前田一雪 荒木琢次 笈川基次 小野木一樹 外崎美帆 吉田浩美 |
| 動画                 | production I.G 石崎和哉 安達賢二 星真樹子 I･G新潟 夢弦館 山下宗幸 佐野隆雄 谷口七菜 玉腰悦子 武口つるみ 藤野京子 米谷英子 宮田知子                                                   |
| 仕上げ               | シマスタジオ 三関江美 楠本みゆき 佐々木正子 宮村泰子 小林めぐみ 新倉美佐子 早川恵美 佐田淳子 志村仁 本田治子 トレーススタジオM 吉田さよ子 阿部和恵 杉山和歌子 相原明子               |
| 仕上げ               | ライトフット 井上喜代美 渡辺和歌 及川紀子 大江久美子 大木美恵 今瀬智子 井口美幸 服部光浩 production I.G 内林裕美 石川弥生 渡辺陽子 山崎麻衣子                                        |
| 背景                 | スタジオユニ 天水勝 古賀徹 明石聖子 中村隆 鈴木朗 西川かおり アトリエローク 川井憲 下山和人 樺元珠江 森元美奈子 小島伸一 平田賢司                                                    |
| 場面デザイン         | 野村加南子 |
| 撮影                 | 旭プロダクション 梅田俊之 大矢創太 古林一太 伊藤修一 桶田一展 長谷川洋一 土岐浩司 大神洋一 伊藤久美子 石井ゆり子 藤倉修二 榊原広                                                     |
| 効果                 | フィズサウンドクリエーション 松田昭彦 |
| 録音スタジオ         | APUスタジオ |
| 整音                 | 柴田信弘 内山敬章 田中章喜 山本寿 田口信孝 |
| 録音制作             | オーディオ・プランニング・ユー |
| 制作デスク           | 小澤恵 |
| タイトル             | 道川昭 |
| 現像                 | 東京現像所 |
| 制作デスク           | 柏原健二 山川順一 |
| 制作進行             | 魁生聡 和田泰 斉藤敦 別紙直樹 |
| 連載                 | 双葉社 WEEKLY漫画アクション クレヨンしんちゃん特集号 |
| 音楽協力             | イマジン |
|                      | ドルビー 一部上映館を除く |
| 技術協力             | 森幹生 コンチネンタルファーイースト株式会社 |
| 制作                 | シンエイ動画 ASATSU テレビ朝日 |
|                      | ©臼井儀人/双葉社・シンエイ・テレビ朝日 1996 |

## 主題歌
- オープニング - 「パカッポでGO!」
  - 作詞 - ポエム団／作曲、編曲 - 木村貴志／歌 - 野原しんのすけ（矢島晶子）
- 挿入歌 - 「変だ変だよ、ヘンダーランド」
  - 作詞 - 原恵一／作曲 - 荒川敏行／歌 - 酒井知香子
- エンディング - 「SIX COLORS BOY」
  - 作詞 - 麻倉真琴／作曲、編曲 - 浅倉大介／歌 - 雛形あきこ（ビクターエンタテインメント）
原曲の締めはフェードアウトだが、カットアウトに変更されている。
前作まで存在した上映終了時のエンドカードは廃止され、本編終了時に「おしまい」の文字を表示、エンディングの最後は制作会社と同時に著作権もクレジットして終了する。
  - この楽曲から映画主題歌は、キャラクターソングが主題歌になった7作目『爆発!温泉わくわく大決戦』、11作目『嵐を呼ぶ栄光のヤキニクロード』を除き、2025年に公開された最新作まで、全てタイアップとなっている。

## VHS・DVD・Blu-ray
- VHS - 1997年4月25日にバンダイビジュアルより発売
- DVD - 2003年11月28日にバンダイビジュアルより発売
- Blu-ray - 2023年2月24日にバンダイビジュアルより発売

## 関連商品
- ヘンダーランドコレクション〜ス・ノーマン・パー&トッペマ・マペット&スゲーナ・スゴイデスカード〜（2020年11月発送、バンダイ）
  - プレミアムバンダイ限定。いずれも初商品化となるス・ノーマンとトッペマの人形が付属し、さらにはスゲーナ・スゴイデスカード（ジョーカー）も付属。
- ヘンダーランドコレクション2〜マカオ&ジョマ＆野原ひろしの名刺〜（2021年3月発送、バンダイ）
  - プレミアムバンダイ限定。いずれも初商品化となるマカオとジョマの人形が付属し、さらには野原ひろしの名刺も付属。